# Protaetia anneliae
Protaetia anneliae är en skalbaggsart som beskrevs av Reichenbach 1995. Protaetia anneliae ingår i släktet Protaetia och familjen Cetoniidae. Inga underarter finns listade i Catalogue of Life.